# Břetislav Bauman
Břetislav Bauman (3. prosince 1905 – 24. října 1942 Koncentrační tábor Mauthausen) byl český mlynář, spolupracovník výsadku Anthropoid a odbojář z období druhé světové války popravený nacisty.

## Život
Břetislav Bauman se narodil 3. prosince 1905 v rodině horoušanského mlynáře Jana Baumana a Anny rozené Hoštecké. Od roku 1911 navštěvoval tamní smíšenou dvoutřídní obecnou školu, od roku 1917 pak po tři roky měšťanskou školu v Čelákovicích. Studia zakončil v roce 1922 po absolvování tří ročníků vyšší hospodářské školy. Prezenční vojenskou službu nastoupil v roce 1925 a ukončil o rok a měsíc později. V jejím rámci absolvoval poddůstojnickou školu. Na podzim roku 1938 byl v rámci všeobecné mobilizace umístěn do Lovosic jako příslušník kulometné protiletecké jednotky. Břetislav Bauman byl členem Sokola stejně jako jeho manželka Emilie Baumanová, rozená Basařová, se kterou uzavřel sňatek 28. února 1939. Syn Svatopluk se manželům narodil 21. června 1940.

## Protinacistický odboj
Do protinacistického odboje vstoupil Břetislav Bauman v lednu 1942 na žádost svého známého ze Sokola Františka Kroutila. V noci z 28. na 29. prosince 1941 seskočila po navigační chybě severně od Horoušan v rámci operace Anthropoid dvojice československých parašutistů Jozef Gabčík a Jan Kubiš. Materiál ukryli v nedaleké zahradní chatce patřící Antonínu Sedláčkovi. Jan Kubiš se vydal na faru, kde mu místní farář Samek poradil, jak se dostat na nejbližší nádraží v sousední obci (potřebovali odjet vlakem na záchytné adresy do Rokycan a Plzně) a dal jim rovněž kontakt na sokola Františka Kroutila. Jan Kubiš se pro materiál vrátil 13. ledna 1942, ale nebyl schopen jej odvézt. Přes Kroutila se dostal k Baumanovým. Břetislav Bauman nabídl k ukrytí materiálu svou stodolu, z ní byl poté postupně přemísťován na další připravená místa v Praze. Během této operace navíc Břetislav Bauman vozil oba parašutisty bryčkou na nádraží do Úval, společně s Františkem Kroutilem do ní zasvětili i sokolského činovníka Jaroslava Starého, přes kterého získali parašutisté další důležité kontakty v Praze. Po odvozu materiálu se celá oblast dostala mimo dění a gestapo nemělo vůbec tušení o zapojení zdejších lidí. To se změnilo díky zradě Karla Čurdy, který se 16. června 1942 na gestapu sám přihlásil. Začalo postupné rozkrývání sítě spolupracovníků, které dovedlo nacisty až k Břetislavu Baumanovi. Dne 15. července byl společně s Jaroslavem Starým zatčen komisařem Paulem Schummem. Kromě výslechů se musel zúčastnit i identifikace hlav Gabčíka a Kubiše, Františka Kroutila ale neprozradil. V srpnu 1942 byl převezen do terezínské Malé pevnosti. Jeho žena Emilie byla zatčena 31. srpna 1942, do Terezína byla umístěna 15. září téhož roku, 29. září byli oba stanným soudem odsouzeni k trestu smrti, 23. října přepraveni do koncentračního tábora Mauthausen, kde byli o den později zastřeleni při fingované zdravotní prohlídce společně s mnoha dalšími odbojáři a jejich rodinnými příslušníky. Syn Svatopluk byl do konce války internován na pražské Jenerálce, poté přemístěn do Městského domova péče o mládež v pražské Krči, poté byl vychováván matčinými rodiči.

## Připomínka
- Jméno Břetislava Baumana a jeho manželky je uvedeno na pomníku spolupracovníků parašutistů a jejich rodinných příslušníků, kteří byli popraveni v německém koncentračním táboře Mauthausenu. V lednu 2011 byl slavnostně odhalen na terase kostela sv. Cyrila a Metoděje v Resslově ulici v Praze.[2]
- Pamětní kámen s deskou věnovaný Břetislavu Baumanovi a jeho manželce Emílii se nachází v Horoušanech v křižovatce ulic Baumanova x U Mlýna. Dům pod ním je bývalá stodola, jenž náležela k mlýnu čp. 11, ve kterém manželé Baumanovi před, a v průběhu druhé světové války, žili a hospodařili a kde byl B. Bauman dne 15. 7. 1942 zatčen gestapem. Současná podoba pamětního kamene s deskou je z roku 1982, kdy byl na místo instalován z iniciativy tehdejšího MNV (Místního národního výboru) Horoušany. Pamětní desku zadal k výrobě tehdejší předseda MNV p. Skala v Praze a kámen byl přivezen z „jílovny“ – oblasti pískovcových skalek mezi Horoušany a Nehvizdy. Tento kámen nahrazoval původní pamětní desku, která byla umístěna po válce na budově mlýna. Ten byl však v 80. letech 20. století pro svůj špatný technický stav zbourán.[3] Na pamětní desce je nápis: "NA TOMTO MÍSTĚ STÁL MLÝN MANŽELŮ EMILIE A BŘETISLAVA BAUMANOVÝCH, KTEŘÍ BYLI V R. 1942 UMUČENI NĚMECKÝMI NACISTY. ČEST JEJICH PAMÁTCE."[4]
- Po Břetislavu Baumanovi byla pojmenována jedna z ulic v Horoušanech.

## Galerie

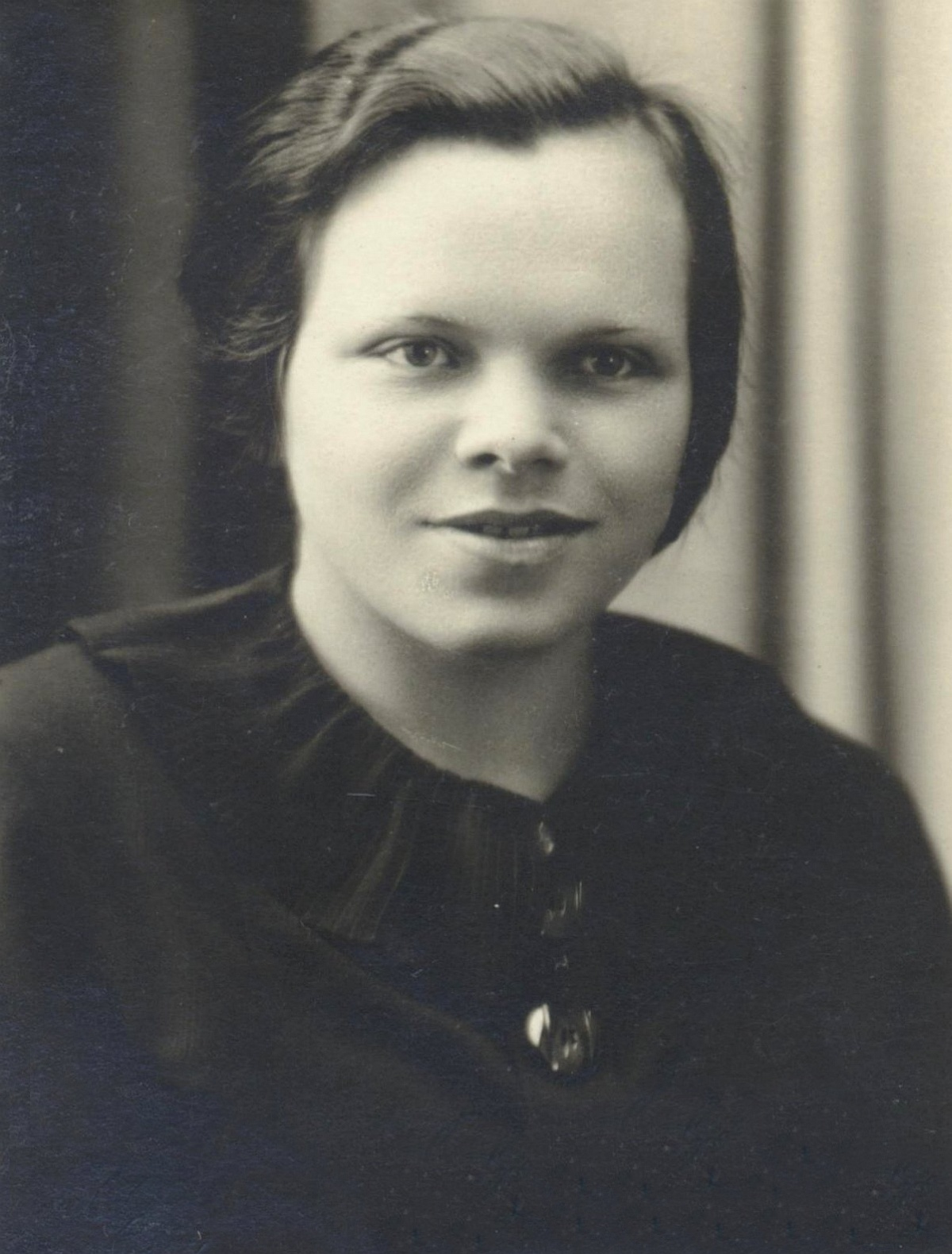
manželka Emilie Baumanová, rozená Basařová
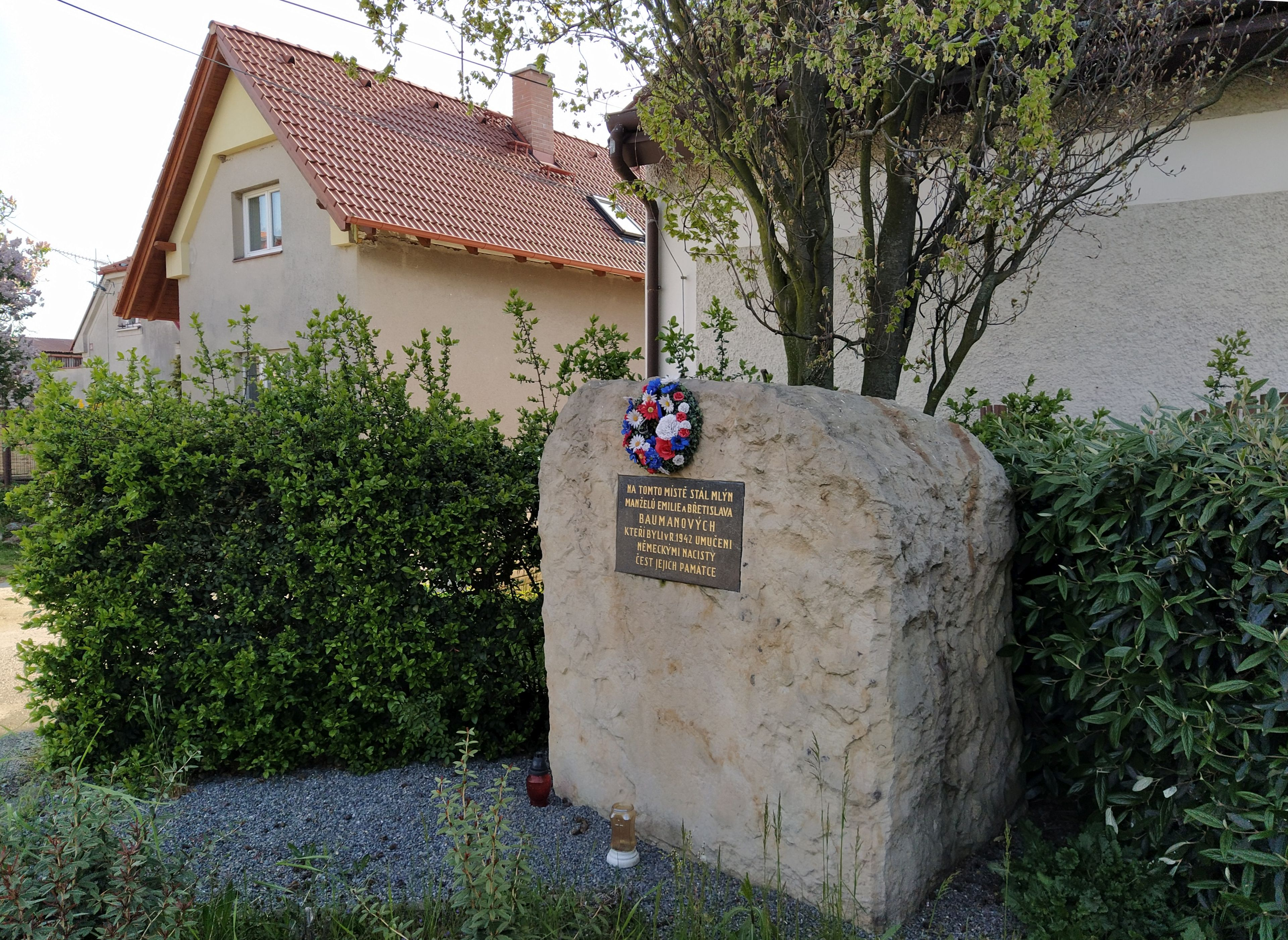
Pamětní kámen na místě Baumanova mlýna v Horoušanech
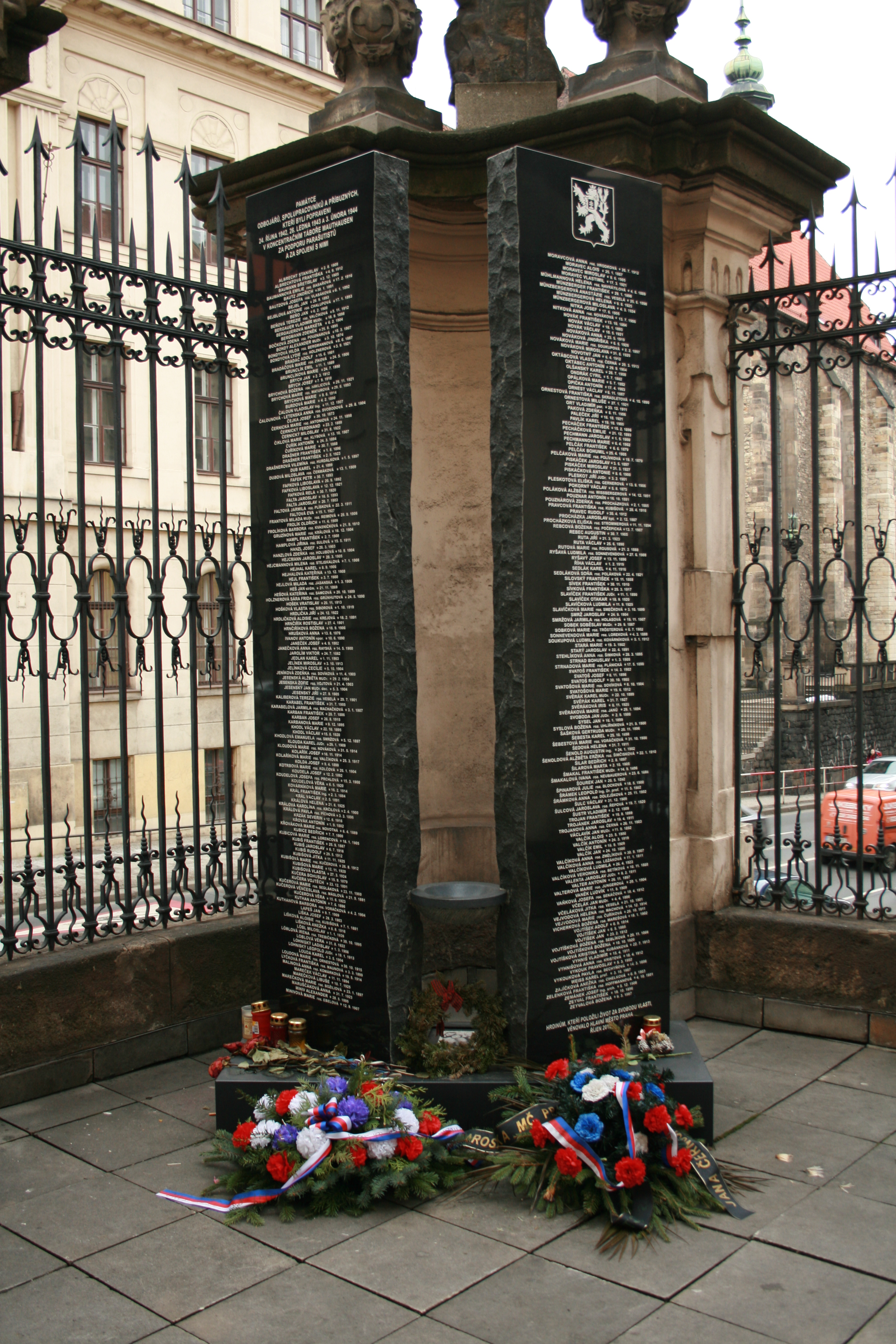
Pomník spolupracovníků parašutistů a jejich rodinných příslušníků na terase kostela sv. Cyrila a Metoděje v Resslově ulici v Praze
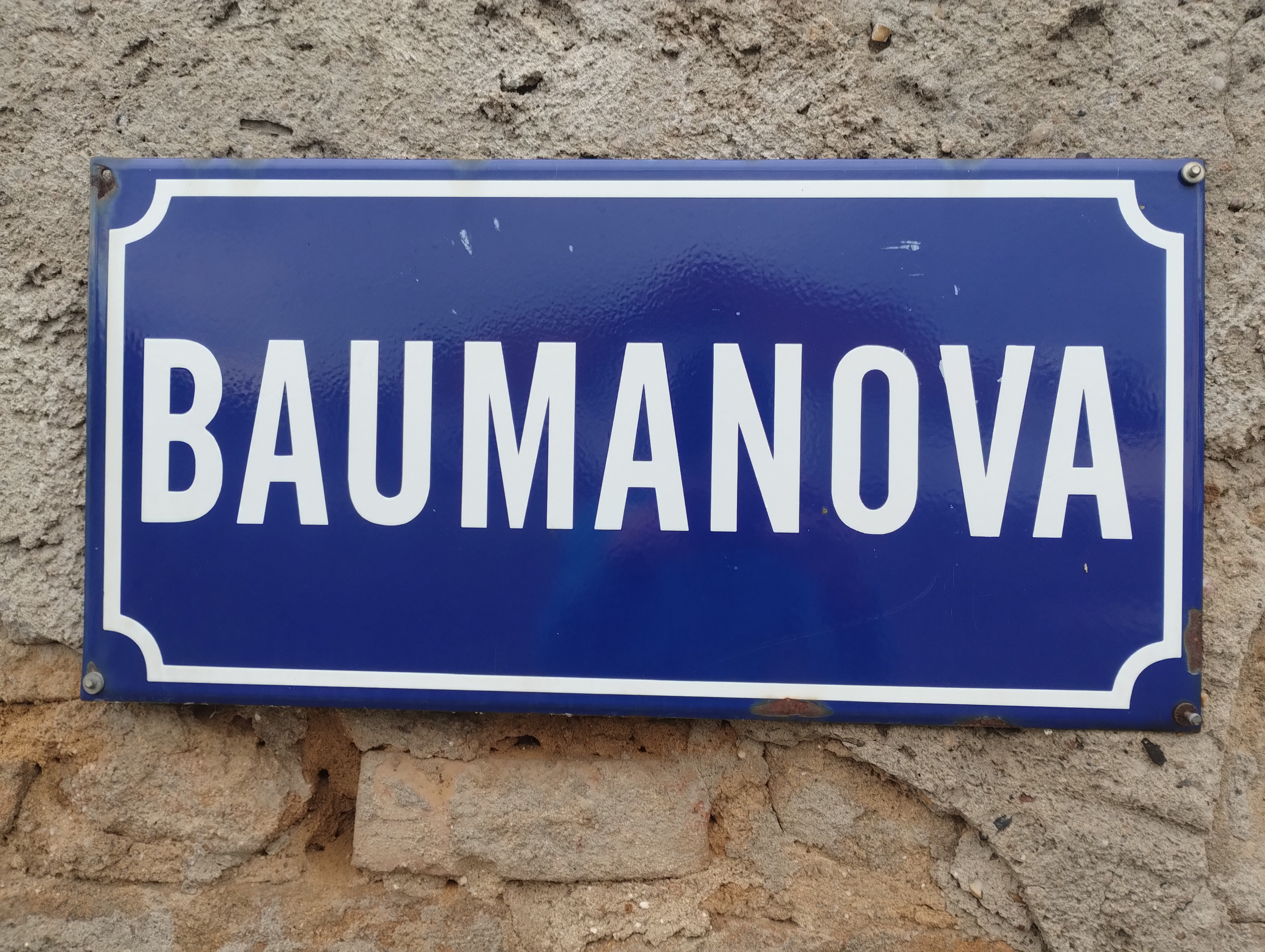
Ulice Baumanova v Horoušanech